# Io ti aspetterò (singolo)
Io ti aspetterò è un singolo dei Pooh del 1999.
Il brano, tratto dall'album Un posto felice, è stato scritto da Red Canzian per le musiche e da Stefano D'Orazio per il testo, ed è interpretato dal bassista dei Pooh.
Dopo Stare senza di te (1992) e Cercando di te (1996), la premiata ditta Canzian-D'Orazio tira fuori dal cilindro magico un'altra canzone dedicata alla seconda moglie di Red, Beatrice.

## Formazione
- Roby Facchinetti - voce e tastiere
- Dodi Battaglia - voce e chitarre
- Stefano D'Orazio - voce, batteria e flauto traverso
- Red Canzian - voce e basso